# 佐竹義喬
佐竹 義喬（さたけ よしたか、生没年不詳）は、日本の戦国時代の武将。家系は清和源氏の一家系・河内源氏の新羅三郎義光の孫・佐竹昌義を祖とする佐竹氏。常陸国の戦国大名佐竹氏の一門。佐竹東家3代当主。佐竹東家の当主佐竹義堅の嫡男。佐竹義久の兄。通称は九郎。東義喬とも。

## 経歴
永禄9年(1566年)に父の後を継ぎ佐竹東家3代当主として、陸奥南方面の総指南役となる。嫡子が無かったので、弟の義久を継嗣として佐竹東家を継がす。元亀3年(1572年)頃に没した。